# NN-156
La carretera NN‑156 es una vía departamental secundaria ubicada en el municipio de Managua, que conecta la zona de Las Jagüitas con el camino a Veracruz, sirviendo como enlace para el tránsito local al sureste de la capital nicaragüense.

## Trazado y cruces
| km  | Localidad / Punto        | Departamento | Conexión / Ruta  |
| --- | ------------------------ | ------------ | ---------------- |
| 0,0 | Las Jagüitas             | Managua      | NN 155           |
| 1,8 | Colonia 14 de Septiembre | Managua      | Calle secundaria |
| 3,2 | Camino a Veracruz        | Managua      | Camino vecinal   |
| 4,7 | Entrada a Veracruz       | Managua      | Calle local      |

## Coordenadas
Uno de los tramos de la NN‑156 puede ser encontrado en las coordenadas: 12°06′53″N 86°10′37″O / 12.1147, -86.1770